# Еялет

Османська імперія в 1481–1683

Еялет (осман. ایالت), «країна», «край») — найвища одиниця адміністративно-територіального поділу Османської імперії в 1362—1864 роках. Османська провінція. Також зустрічаються назви «бейлербейство» (бейлербейлик) і «пашство» (пашалик).

## Історія
Від 1453 до початку XIX століття система органів місцевої влади в Османській імперії була погано впорядкована. Імперія спочатку була поділена на своєрідні провінції, що називалися еялетами, кожним з яких керував паша «трьох хвостів». За призначення найвищих державних посадовців як у столиці, так і в провінціях відповідав великий візир. У період між 1861 та 1866 еялети скасовані, а територія держави адміністративно переподілена на вілаєти.

## Еялети
Завоювання султанів Селіма I і Сулеймана I Пишного в XVI столітті потребували збільшення числа адміністративних одиниць. До кінця XVI століття число еялетів досягло 42.
| Еялет                            | Турецькою                      | Створений        | Країни                                                                       | Примітки                                                                                         |
| -------------------------------- | ------------------------------ | ---------------- | ---------------------------------------------------------------------------- | ------------------------------------------------------------------------------------------------ |
| Абіссин                          | Habeş                          | прибл. 1554      | Саудівська Аравія, Судан, Еритрея, Сомалі                                    |                                                                                                  |
| Адана                            | آضنهAżana (Adana)              | прибл. 1608      | Туреччина                                                                    |                                                                                                  |
| Алеппо                           | حلبḤaleb (Halep)               | прибл. 1516—1521 | Сирія, Туреччина                                                             |                                                                                                  |
| Алжир                            | جزاير غرب; Cezâyîr-i Ġarb      | 1517             | Алжир                                                                        |                                                                                                  |
| Анатолія                         | Anadolu                        | прибл. 1365      | Туреччина                                                                    |                                                                                                  |
| Ар-Ракка                         | Rakka                          | прибл. 1500-і    | Ірак, Сирія, Туреччина                                                       | Також називалася Урфа                                                                            |
| Багдад                           | بغدادBaġdâd (Bağdat)           | 1535             | Ірак                                                                         |                                                                                                  |
| Басра                            | بصرهBaṣra (Basra)              | прибл. 1552      | Ірак, Кувейт                                                                 |                                                                                                  |
| Боснія                           | Bosna                          | 1520-і           | Боснія і Герцеговина, Сербія, Хорватія, Чорногорія                           |                                                                                                  |
| Буда                             | Budin                          | 1541             | Угорщина, Сербія, Хорватія                                                   |                                                                                                  |
| Ван                              | Van                            | 1548             | Туреччина                                                                    |                                                                                                  |
| Діярбекір                        | دياربكرDiyârbekir (Diyarbakır) | 1515             | Туреччина, Ірак                                                              |                                                                                                  |
| Єгипет                           | مصر Mıṣır                      | 1517             | Єгипет, Палестина, Йорданія, Саудівська Аравія                               |                                                                                                  |
| Ємен                             | Yemen                          | 1517-18, 1539    | Ємен, Саудівська Аравія                                                      |                                                                                                  |
| Кафа (Феодосія)                  | Kefe                           | прибл. 1581      | Україна                                                                      |                                                                                                  |
| Каніжа                           | Kanije                         | 1600             | Угорщина, Хорватія                                                           |                                                                                                  |
| Караман                          | Karaman                        | c. 1470          | Туреччина                                                                    |                                                                                                  |
| Карс                             | Kars                           | 1579             | Туреччина                                                                    | Об'єднана з Ерзурум в 1845.                                                                      |
| Кіпр                             | قبرصḲıbrıṣ (Kıbrıs)            | 1571             | Кіпр, Туреччина                                                              | прибл. 1660—1703 і в 1784 частина Егейській провінції.                                           |
| Мараш                            | Maraş, Dulkadır                | прибл. 1522      | Туреччина                                                                    |                                                                                                  |
| Мосул                            | Musul                          | 1500-і           | Ірак                                                                         |                                                                                                  |
| Румелія                          | Rumeli                         | прибл. 1365      | Болгарія, Греція, Північна Македонія, Албанія, Сербія, Чорногорія, Туреччина | Розташовувалася в європейських володіннях Османської імперії                                     |
| Самцхе                           | Çıldır                         | прибл. 1579      | Грузія, Туреччина                                                            | Інша назва — Мешхеті.                                                                            |
| Силістра                         | Silistre                       | прибл. 1599      | Болгарія, Румунія, Молодова, Україна                                         | Включала в себе фортецю Очаків; першим бейлебегом провінції був кримський хан.                   |
| Сівас                            | Sivas                          | 1500-і           | Туреччина                                                                    |                                                                                                  |
| Сирія                            | Şam                            | 1516-17          | Сирія, Ліван, Ізраїль, Палестина, Йорданія, частина Туреччини та Іраку.      |                                                                                                  |
| Темешвар                         | Tımışvar                       | 1552             | Румунія, Сербія, Угорщина                                                    | Також називалася провінція Темешвар                                                              |
| Трабзон, Лазистан                | Trabzon                        | 1500-і           | Грузія, Туреччина                                                            | Також носила назву провінція Трапезунт                                                           |
| Триполі (Триполі на Сході)       | Trablus-ı Şam (Trablusşam)     | прибл. 1570-і    | Ліван, Сирія                                                                 |                                                                                                  |
| Триполітанія (Триполі на Заході) | Trablus-ı Garb (Trablusgarp)   | 1551             | Лівія                                                                        |                                                                                                  |
| Туніс                            | Tunus                          | 1574             | Туніс                                                                        |                                                                                                  |
| Шаразор                          | Şehrizor                       | 1500-і           | Ірак, Іран                                                                   | Також відомий як Шерізор або Кіркук.                                                             |
| Егейські                         | Cezayir                        | 1500-і           | Греція                                                                       | Область капудан-паші (командувач флотом); також називалася Деніз, пізніше Джезаір-і Бахр-і Сефід |
| Егер                             | اكرEgir (Eğri)                 | 1596             | Угорщина, Словаччина                                                         |                                                                                                  |
| Лахса                            | Lahsa                          | прибл. 1579      | Саудівська Аравія                                                            | Рідко управлялася безпосередньо                                                                  |
| Ерзурум                          | Erzurum                        | прибл. 1514—1534 | Туреччина                                                                    |                                                                                                  |